# Фойсдорф
Фойсдорф (нім. Feusdorf) — громада в Німеччині, розташована в землі Рейнланд-Пфальц. Входить до складу району Вульканайфель. Складова частина об'єднання громад Обере-Киль.
Площа — 4,42 км2. Населення становить 499 ос. (станом на 31 грудня 2020).